# Надирадзе, Колау Галактионович
Николай Галактионович (Колау) Надирадзе (груз. კოლაუ ნადირაძე, 24 февраля (8 марта) 1895, Кутаис, Российская империя — 28 октября 1990) — последний из плеяды грузинских поэтов-символистов.

## Биография
Родился в 1895 году в Кутаиси в семье врача. Учился в Кутаисской классической гимназии.
В 1912—1916 гг. обучался в Московском университете на юридическом факультете. С 1916 года стал печататься в журнале объединения «Голубые роги», став одним из ярких представителей грузинского символизма. Одно из первых его произведений — «Мечта о Грузии». До середины 1920-х гг. — эпигон символистической школы, апологет крайнего декадентского эстетизма, что особенно заметно в его сборнике «Катафалк» (1920), где просматриваются мотивы мистики, а также националистические настроения.
В 1920-х гг. после установления Советской власти постепенно отошёл от символизма к соцреализму, в 1930 году опубликованы его стихи о революции.

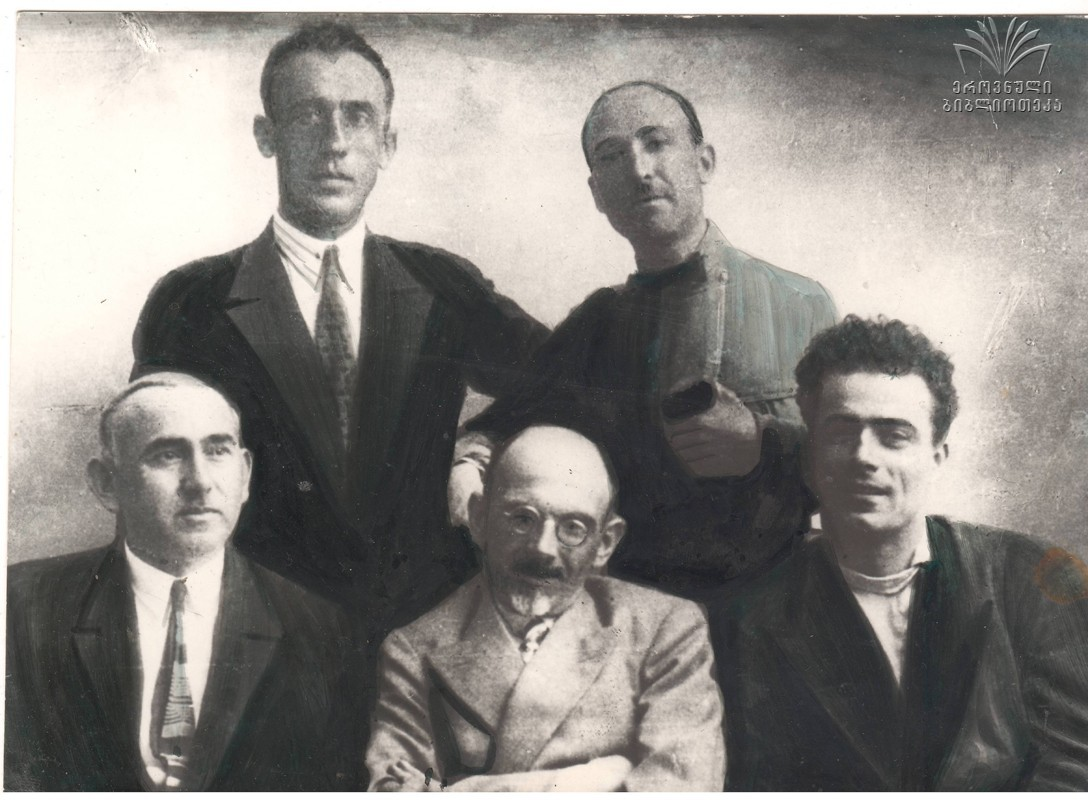
Диа Чианели (Давид Чхеидзе), Михаил Джавахишвили, Дмитрий Бенашвили, Колау Надирадзе, Шахрух Чарквиани

Несмотря на свой конформизм, в 1937 г. Колау Надирадзе был арестован, но освобождён (вместе с Серго Клдиашвили) после расстрела доносчика.
Позднее были изданы сборники стихов Надирадзе «У большого пути» (1946), «Стихи» (1955), «Стихи. Поэма» (1964). В 1962 году в его переводе был издан сборник стихов русских и французских поэтов.
За свои заслуги Колау Надирадзе награждён орденом Трудового Красного Знамени и медалями.